# BMAT Music Company
BMAT (Barcelona Music and Audio Technologies) és una empresa catalana que gestiona una plataforma tecnològica que es basa en intel·ligència artificial que permet simplificar el repartiment dels drets d’autor, fent que aquesta registri totes les dades d'ús i propietat de la música. La companyia utilitza aprenentatge automàtic i informació sobre drets d'autor, i també ajuda a diferents empreses de la indústria de la música a millorar les operacions de dades per assegurar-se que als artistes se'ls pagui per les seves obres. L'empresa supervisa i informa de l'ús de la música a nivell mundial a través de televisors, ràdios, concerts i formats digitals. La companyia proporciona 80 milions d'identificacions i 27 mil milions de coincidències a CMOs, editors, segells discogràfics, emissores i DSP diàriament. BMAT monitoritza ràdio Airplay, RIM Charts i altres canals.

## Col·laboradors
JACAP (Jamaica Association of Composers Authors and Publishers Limited) utilitza el sistema de monitorització digital BMAT, que es va introduir el 2013. El sistema BMAT monitoritza l'ús musical de tots els mitjans de comunicació de Jamaica i registra totes les obres musicals compostes per membres de JACAP i societats afiliades. BMAT és soci d'Audible Magic, The Official South African Music Charts, IFPI (International Federation of the Phonographic Industry), RightsHub, The Indian Music Industry (IMI) i TagMix.

## Premis
- Key Innovator de l'Innovation Radar de la Comissió Europea,[19]
- Premi al millor algoritme de detecció de música els anys 2018 i el 2019 per MIREX,[20]
- Premi Midsize Enterprise a Barcelona el 2019 per la Cambres de Comerç d'Espanya[21]
- Premi Enterpreneur XXI (Emprenedor XXI) a l'any 2009.[22]